# パリクティン山
パリクティン山（パリクティンさん、スペイン語: Paricutín）は、メキシコのミチョアカン州にあるスコリア丘の火山である。 山と同じ名前の溶岩に覆われた村に近い所に位置する。この火山はその形成がまさにその発端から目撃されたということで特異であり、その経緯ゆえに多くの「世界の自然七不思議」に登場する。パリクティン山は中央メキシコ西部のほとんどをカバーするミチョアカン-グアナフアト火山地域の一部である。 

## 歴史
1943年初頭、メキシコシティから320㎞東に位置するパリクティン村近在の住民は、雷鳴に似た鳴動を聞いていた。それは深発地震によるものだった。鳴動が3週間続いた後の2月20日、 タラスコ族の農家であるディオニシオ・プリード（Dionisio Pulido）の所有するトウモロコシ畑にできた地割れから灼熱のスコリアを噴出するストロンボリ式噴火を開始。 ディオニシオ・プリードと妻ポーラはじかに火山灰や石を噴出する最初の噴火を目撃した。火山は急速に成長し、翌日の午前8時には高さ10mのスコリア丘が形成された。高さが50mに達した昼過ぎには溶岩流が時速5㎞のスピードで流れ出し、プリード所有の農園は完全に埋没した。1週間後には5階建て建物の高さ
に達し、1ヶ月後には遠くからも望むことができた。6‐8月には噴火活動はピークを迎え、10月には第2火口が形成、第1火口と交互に噴火を繰り返した。噴火の始まった年の間だけで火山は高さ336mに成長したが、まだ爆発的な火砕流の段階には至ってなかった。翌年には南東に開いた新火口から噴出した大規模な溶岩流により、2㎞の距離にあるパリクティン（火山が命名された後に名付けられた）と5㎞の距離のサン・ファン・パランガリクティロが埋没し、住民は空き地に移転した。
その後8年間、火山は複数の火口から比較的落ち着いたストロンボリ式噴火と大規模な溶岩流出を続けた。噴火の最後の6ヶ月までの期間、荒々しい爆発的な活動が頻繁に起こったが火山活動は徐々に衰えた。1952年2月25日、噴火が始まったトウモロコシ畑からの標高が424mに達し、溶岩が周囲25平方キロメートルの土地を覆い尽くしたところで一連の火山活動は終息。それ以来は静かである。
ほとんどのスコリア丘と同様にパリクティン山は単成火山と考えられている。それは一時的に噴火が終了したことを意味し、再び同じ場所で噴火することは決してないだろうと考えられている。単成火山地域の新しい噴火は新しい場所で噴火する。
火山活動はメキシコの風景の一部であり一般的である。パリクティン山はトランスメキシコ火山帯や北アメリカに存在する1,400以上の噴火口で最も新しい火口である。噴火によって起きた落雷（火山雷）によって3人が死亡した。溶岩やガスによる窒息に起因する死亡例は無かった。
活発に噴火しているときの火山の場面は、1947年にリリースされた20世紀フォックスの映画、Captain from Castile（邦題:征服への道）に含まれている。

## ギャラリー

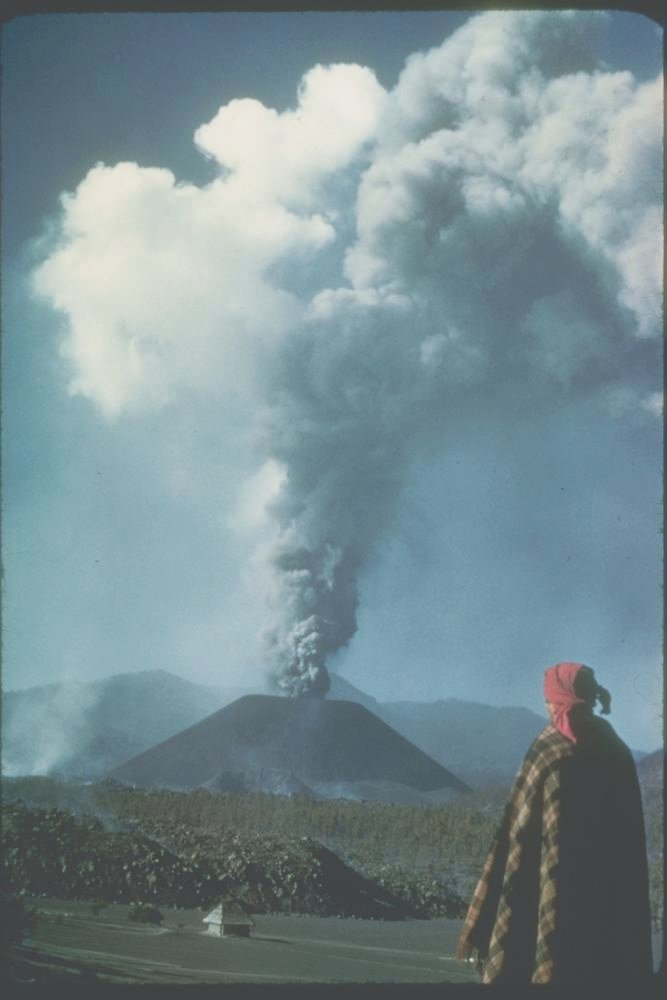
1943年の噴石丘
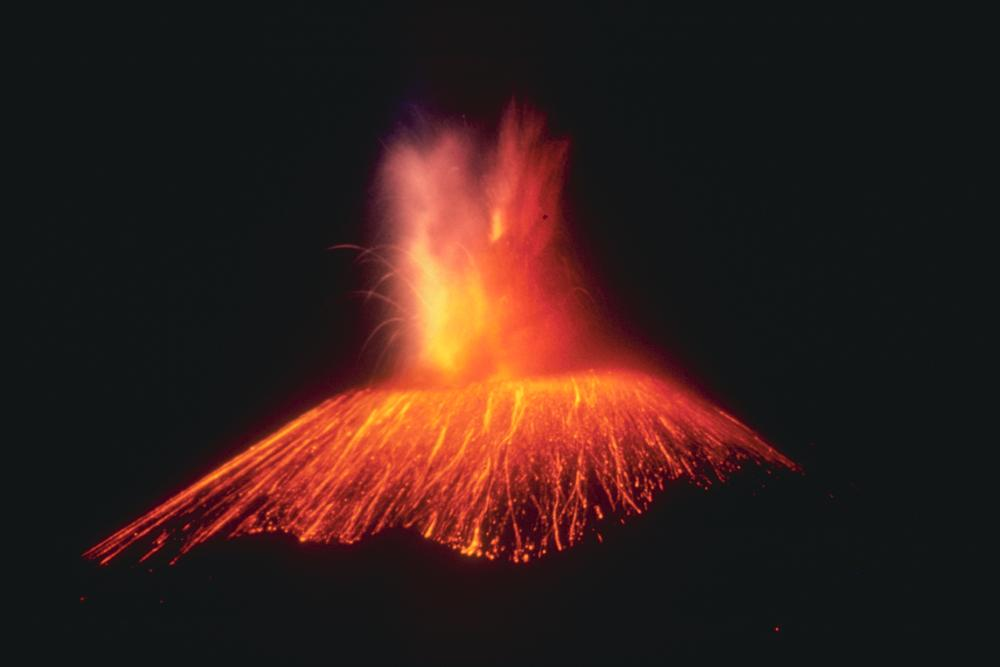
1943年の噴火
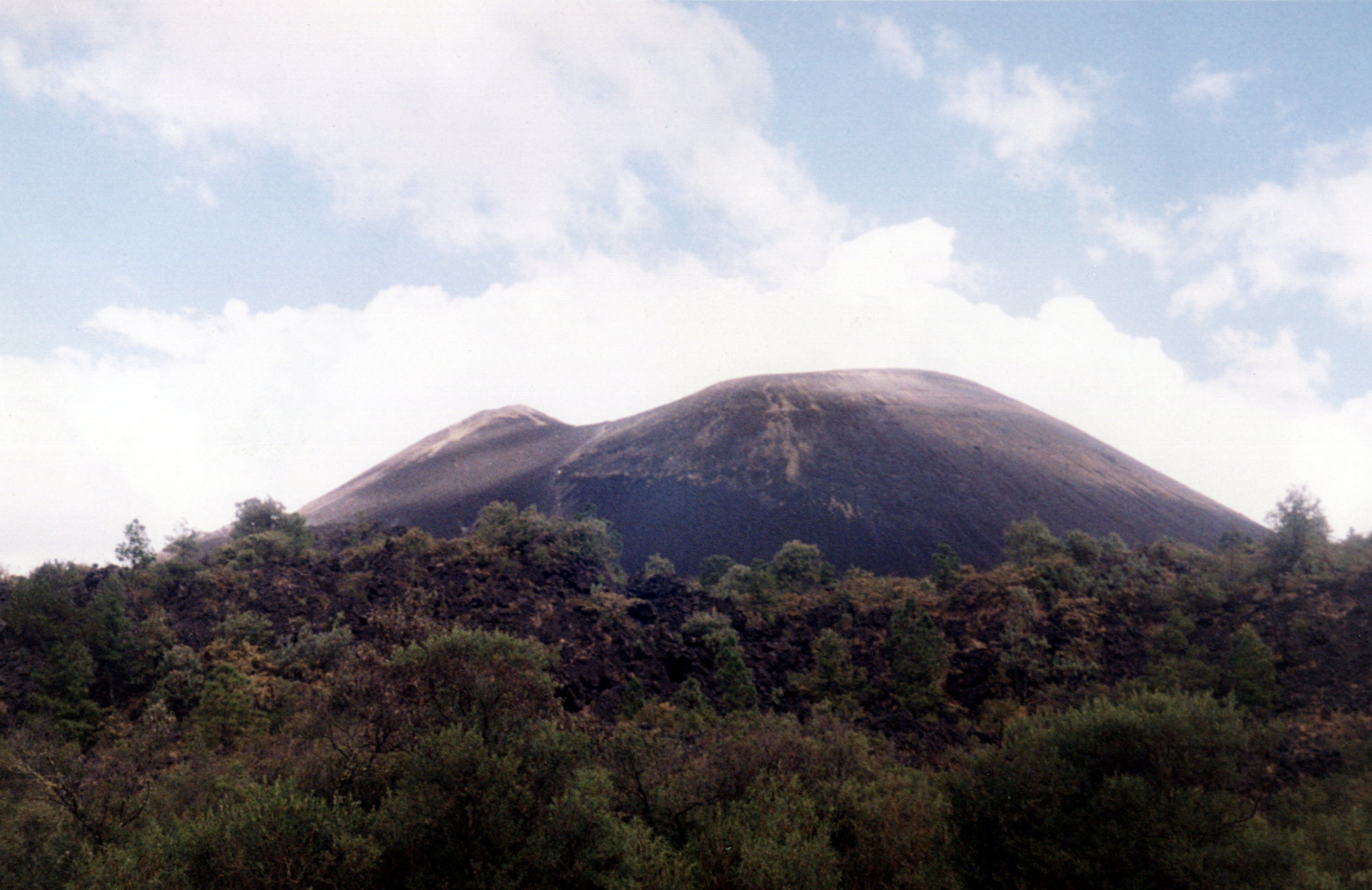
1994年のパリクティン山

## 引用
1. ↑  “Elevaciones principales - Michoacán de Ocampo” (Spanish).  Instituto Nacional de Estadística y Geografía (2005年). 2011年9月28日時点のオリジナルよりアーカイブ。2012年2月4日閲覧。
2. 1 2  “The eruption of Parícutin (1943-1952)”.   How Volcanoes Work. 2012年2月4日閲覧。
3. 1 2 3 4  『世界の火山百科図鑑』2008年
4. 1 2  “Parícutin, Mexico”.   Volcano World. 2012年2月6日時点のオリジナルよりアーカイブ。2012年2月4日閲覧。